# Hodyně (Kožlany)
Hodyně je vesnice, čast města Kožlany v severní části okresu Plzeň-sever v Plzeňském kraji. Katastrální území Hodyně u Dřevce zaujímá rozlohu 458 ha. V roce 2011 zde trvale žilo 91 obyvatel.

## Historie
Hodyně leží v oblasti, která bývala v 11. a 12. století samosprávným územím Hedčanů a je možné, že byla založená právě jimi.[zdroj⁠?!] Ves bývala rozdělená na dvě části – roku 1229 získal plaský klášter od krále Přemysla Otakara I. první část Hodyně výměnou za ves Všehrdy, druhou přikoupil v roce 1240 od Bohuslava ze Skviřína.
Cisterciáci postupovali pro ně v té době obvyklým způsobem – ves byla zrušena a nahrazena dvorem, který je připomínán v potvrzení majetku kláštera papežem Inocencem IV. z roku 1250. V roce 1344 byla ves obnovena zákupním právem a hospodářský dvůr kláštera (grangie) zrušen. Lokátorem se stal bývalý klášterní úředník Mikuláš, který pravděpodobně dostal opevněný dům, z něhož vznikla rychta. Mikuláš byl patrně prvním rychtářem Hodyně.
Plaský klášter potřeboval peníze na daně, které si opat Gotfrýd roku 1419 vypůjčil u Hanuše z Kolovrat a jako zástavu mu dal doživotně do užívání Hodyni a další vsi. U půjčky je zmiňován v Hodyni kaplan, což naznačuje existenci kaple sv. Jana Křtitele při rychtě obdobně jako v Mladoticích, a také 10 osedlých na 11 lánech. Za husitských válek byla kaple poškozena a spáleny 4 statky. Roku 1450 Hanuš zemřel a Hodyně se vrátila zpět do majetku kláštera, který kapli opravil.
V roce 1465 zastavil král Jiří z Poděbrad Hodyni a další vesnice Bedřichovi Ojířovi z Očedělic. Ten postoupil dlužní úpis Janovi z Gutštejna na Nečtinách a Janově smrti roku 1521 se Hodyně dostala zpět do klášterního majetku.
Rychtu v Hodyni opat kláštera zastavil Janu Burjanovi Polnreiterovi z Polenreitu a v roce 1533 zastavil ves Floriánu Gryspekovi na Kaceřově, který za klášter zaplatil daně. Od roku 1553 drží Gryspekové ves dědičně. Roku 1556 tehdejší rychtář Jan Vorel prodal rychtu svému švagrovi, Felixovi Třemošenskému z Předenic. V roce 1558 bylo v Hodyni uváděno osm usedlostí a jedenáct lánů. Po roce 1565 se držení rychty rychle střídalo, roku 1580 ji koupil Gryspek a po osmi letech prodal Janu Perovi.
Po Bitvě na Bílé hoře byl majetek Gryspeků konfiskován a Hodyně byla roku 1623 vrácena klášteru. Kaple byla za třicetileté války poškozena a vypáleny byly 3 statky. V roce 1751 byla dokončena nová barokní kaple (viz níže). Hodyně zůstala v majetku kláštera až do jeho zrušení Josefem II. v roce 1785, pak byla ve správě náboženského fondu, od které celé plaské panství koupil kancléř Metternich.
Roku 1868 v Hodyni založili v čp. 24 jednotřídní školu, roku 1882 se přestěhovala do čp. 8.
Na začátku roku 1924 byla ves přejmenována z Hodiny na Hodyni, v té době bylo ve vsi 18 středních usedlostí a 7 domkařů. Od roku 1931 je ve vsi vodovod.

## Přírodní poměry
Hodyně sousedí se vsí Dřevec na severu, s Brodeslavy na jihovýchodě, s Bučkem na jihozápadě a Kralovicemi na severozápadě. Směrem na Kralovice se nachází les Doubí a kopec Moltán, severovýchodně mezi vsí Dřevec a Brodeslavy se nachází les Proušiny a jihozápadním směrem mezi vsí Brodeslavy a Buček se nachází les Straný. Hodyně leží čtyři kilometry jihovýchodně od Kralovic v mírně zvlněném terénu pod vyvýšeninou Chlumek (427 metrů), v nadmořské výšce okolo 400 metrů. Chlumek, který je protáhlý od severovýchodu k jihozápadu, je obtékán z východu malým bezejmenným potůčkem s nevelkým rybníkem. Potůček se v centru vsi vlévá jako levostranný přítok do Dřeveckého potoka, který obtéká Chlumek ze západu a jihu.

## Obyvatelstvo
| Rok            | 1869 | 1880 | 1890 | 1900 | 1910 | 1921 | 1930 | 1950 | 1961 | 1970 | 1980 | 1991 | 2001 | 2011 | 2021 |
| -------------- | ---- | ---- | ---- | ---- | ---- | ---- | ---- | ---- | ---- | ---- | ---- | ---- | ---- | ---- | ---- |
| Počet obyvatel | 167  | 169  | 136  | 141  | 182  | 192  | 171  | 134  | 125  | 121  | 95   | 88   | 98   | 91   | 89   |
| Počet domů     | 28   | 28   | 28   | 28   | 30   | 32   | 34   | 37   | 37   | 32   | 29   | 36   | 39   | 27   | 38   |

## Obecní správa
Po zrušení feudální správy se při sčítání lidu v letech 1869–1880 Hodyně byla osadou obce Dřevec v okrese Kralovice. V letech 1890–1950 byla samostatnou obcí, se kterým patřila nejprve do okresu Kralovice, ale v roce 1950 v okrese Plasy. V letech 1961–1976 byla znovu částí obce Dřevec v okrese Plzeň-sever. Od 30. dubna 1976 je částí města Kožlany v okrese Plzeň-sever.

## Památky
- Barokní kaple sv. Jana Křtitele se znakem opata plaského kláštera Silvestra Hetzera z let 1748–51 stojí na jihovýchodním okraji svažité návsi, na místě původní kaple poškozené za husitských válek a třicetileté války. Ze staré kaple do ní byly přeneseny tři sochy světců. Po zrušení kláštera v roce 1785 sloužila kaple jako kontribuční sýpka, v roce 1799 byla koupena obcí a obnovena.
- roubená chalupa v čp. 23 v horní části návsi
- roubený čtyřkomorový patrový špýchar s pavláčkou v čp. 12
- kamenná sloupková boží muka při silnici č. 201 na Kralovice u hřiště.

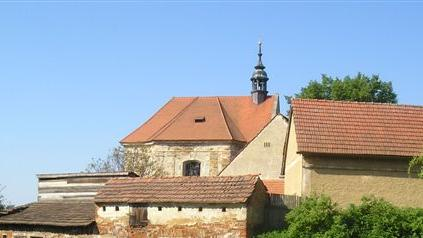
Kaple

- kamenná sloupková boží muka při silnici č. 201 na Kralovice na kopci Moltán.

## Současnost a doprava
Ves mívala vlastní restauraci, školu a hřiště.
Hodyní prochází silnice II/201 z Kralovic na Chříč, ze které vedou silnice na Dřevec a Buček. V pracovních dnech do vsi jezdí autobus na lince Kralovice–Kozojedy.